# Taraka mahanetra
Taraka mahanetra är en fjärilsart som beskrevs av De Nicéville 1890. Taraka mahanetra ingår i släktet Taraka och familjen juvelvingar. Inga underarter finns listade i Catalogue of Life.